# 蒙维耶特
蒙维耶特（法語：Montviette，法語發音：[mɔ̃vjɛt] ⓘ）是法国卡尔瓦多斯省的一个旧市镇，属于利雪区。2017年，蒙维耶特与临近的12个市镇合并为新市镇欧日地区圣皮埃尔。

## 地理
蒙维耶特（48°59'59"N, 0°5'45"E）面积6.62 平方千米，位于法国诺曼底大区卡爾瓦多斯省，该省份为法国西北部沿海省份，北濒大西洋英吉利海峡，东北与滨海塞纳省以海上边界相接，东临厄尔省，南至奧恩省，西与芒什省接壤。
与蒙维耶特接壤的市镇（或旧市镇、城区）包括：厄尔特旺、勒梅尼勒巴克莱、欧日地区圣乔治、圣玛格丽特-德维耶特、圣米歇尔德利韦、卢东。
蒙维耶特的时区为UTC+01:00、UTC+02:00（夏令时）。

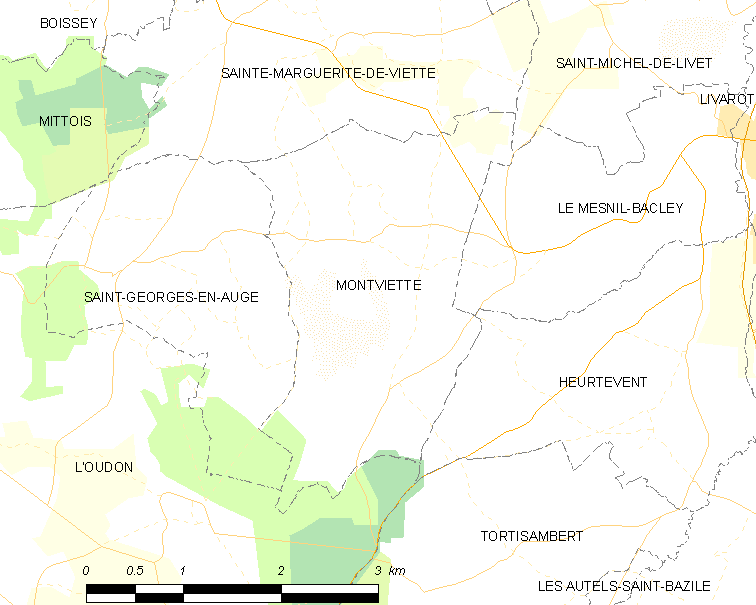
蒙维耶特的OSM定位图

## 行政
蒙维耶特的邮政编码为14140，INSEE市镇编码为14450。

## 政治
蒙维耶特所属的省级选区为利瓦罗派多日县。

## 人口

1962-2008年间蒙维耶特人口变化图示

蒙维耶特于2018年1月1日时的人口数量为208人。